# Asturcones (escultura)
L'escultura urbana coneguda pel nom Asturcones, ubicada a la plaça de la Escandalera, a la ciutat d'Oviedo, Principat d'Astúries, Espanya, és una de les més d'un centenar que adornen els carrers de l'esmentada ciutat espanyola.
El paisatge urbà d'aquesta ciutat, es veu adornat per obres escultòriques, generalment monuments commemoratius dedicats a personatges d'especial rellevància en un primer moment, i més purament artístiques des de finals del segle xx.
El grup escultòric, fet de bronze, és obra de Manuel Valdés Blasco, i està datat 2005.
L'obra és el resultat d'un encàrrec realitzat per part de l'entitat financera Cajastur per commemorar el seu 125 aniversari. Es tracta d'un grup format per tres  asturcons de mida natural, situats arran de terra, per crear un ambient de proximitat amb els ciutadans.
Aquest conjunt escultòric, que presenta forma triangular, és el primer amb temàtica animal de l'escultor valencià, alhora que és el primer que va realitzar per a Astúries.